# Папраднянка
Папраднянка (словац. Papradnianka) — річка в Словаччині, ліва притока Грічовського каналу, протікає в окрузі Поважська Бистриця.
Довжина — 21.3 км; площа водозбору 79,1 км².
Витікає в масиві Яворники на схилі гори Малий Яворник на висоті 860 метрів.
Впадає у Грічовски канал біля села Папрадно.